# Lijst van nummer 1-hits in de UK Singles Chart in 2009
Deze hits stonden in 2009 op nummer 1 in de UK Singles Chart:
| Datum        | Artiest                                               | Titel                                    |
| ------------ | ----------------------------------------------------- | ---------------------------------------- |
| 3 januari    | Alexandra Burke                                       | Hallelujah                               |
| 10 januari   | Alexandra Burke                                       | Hallelujah                               |
| 17 januari   | Lady Gaga & Colby O'Donis                             | Just dance                               |
| 24 januari   | Lady Gaga & Colby O'Donis                             | Just dance                               |
| 31 januari   | Lady Gaga & Colby O'Donis                             | Just dance                               |
| 7 februari   | Lily Allen                                            | The fear                                 |
| 14 februari  | Lily Allen                                            | The fear                                 |
| 21 februari  | Lily Allen                                            | The fear                                 |
| 28 februari  | Lily Allen                                            | The fear                                 |
| 7 maart      | Kelly Clarkson                                        | My life would suck without you           |
| 14 maart     | Flo Rida feat. Ke$ha                                  | Right round                              |
| 21 maart     | Vanessa Jenkins & Rob Brydon & Tom Jones & Robin Gibb | Barry Islands in the stream              |
| 28 maart     | Lady Gaga                                             | Poker face                               |
| 4 april      | Lady Gaga                                             | Poker face                               |
| 11 april     | Lady Gaga                                             | Poker face                               |
| 18 april     | Calvin Harris                                         | I'm not alone                            |
| 25 april     | Calvin Harris                                         | I'm not alone                            |
| 2 mei        | Tinchy Stryder & N-Dubz                               | Number 1                                 |
| 9 mei        | Tinchy Stryder & N-Dubz                               | Number 1                                 |
| 16 mei       | Tinchy Stryder & N-Dubz                               | Number 1                                 |
| 23 mei       | The Black Eyed Peas                                   | Boom boom pow                            |
| 30 mei       | Dizzee Rascal & Armand Van Helden                     | Bonkers                                  |
| 6 juni       | Dizzee Rascal & Armand van Helden                     | Bonkers                                  |
| 13 juni      | Pixie Lott                                            | Mama do                                  |
| 20 juni      | David Guetta & Kelly Rowland                          | When love takes over                     |
| 27 juni      | La Roux                                               | Bulletproof                              |
| 4 juli       | Cascada                                               | Evacuate the dancefloor                  |
| 11 juli      | Cascada                                               | Evacuate the dancefloor                  |
| 18 juli      | JLS                                                   | Beat again                               |
| 25 juli      | JLS                                                   | Beat again                               |
| 1 augustus   | The Black Eyed Peas                                   | I gotta feeling                          |
| 8 augustus   | Tinchy Stryder & Amelle                               | Never leave you                          |
| 15 augustus  | The Black Eyed Peas                                   | I gotta feeling                          |
| 22 augustus  | David Guetta & Akon                                   | Sexy chick                               |
| 29 augustus  | Dizzee Rascal                                         | Holiday                                  |
| 5 september  | Jay-Z, Rihanna & Kanye West                           | Run this town                            |
| 12 september | Pixie Lott                                            | Boys and girls                           |
| 19 september | Taio Cruz                                             | Break your heart                         |
| 26 september | Taio Cruz                                             | Break your heart                         |
| 3 oktober    | Taio Cruz                                             | Break your heart                         |
| 10 oktober   | Chipmunk                                              | Oopsy Daisy                              |
| 17 oktober   | Alexandra Burke & Flo Rida                            | Bad boys                                 |
| 24 oktober   | Cheryl Cole                                           | Fight for this love                      |
| 31 oktober   | Cheryl Cole                                           | Fight for this Love                      |
| 7 november   | JLS                                                   | Everybody in love                        |
| 14 november  | Black Eyed Peas                                       | Meet me halfway                          |
| 21 november  | The X Factor Finalists 2009                           | You are not alone                        |
| 28 november  | Peter Kay's Animated All Star Band                    | The official BBC children in need medley |
| 5 december   | Peter Kay's Animated All Star Band                    | The official BBC children in need medley |
| 12 december  | Lady Gaga                                             | Bad romance                              |
| 19 december  | Rage Against the Machine                              | Killing in the name                      |
| 26 december  | Joe McElderry                                         | The climb                                |

1952 ·
1953 ·
1954 ·
1955 ·
1956 ·
1957 ·
1958 ·
1959 ·
1960 ·
1961 ·
1962 ·
1963 ·
1964 ·
1965 ·
1966 ·
1967 ·
1968 ·
1969 ·
1970 ·
1971 ·
1972 ·
1973 ·
1974 ·
1975 ·
1976 ·
1977 ·
1978 ·
1979 ·
1980 ·
1981 ·
1982 ·
1983 ·
1984 ·
1985 ·
1986 ·
1987 ·
1988 ·
1989 ·
1990 ·
1991 ·
1992 ·
1993 ·
1994 ·
1995 ·
1996 ·
1997 ·
1998 ·
1999 ·
2000 ·
2001 ·
2002 ·
2003 ·
2004 ·
2005 ·
2006 ·
2007 ·
2008 ·
2009 ·
2010 ·
2011 ·
2012 ·
2013 ·
2014 ·
2015 ·
2016 ·
2017 ·
2018 ·
2019 ·
2020 ·
2021
- Nederland (Top 40)
- Nederland (Single Top 100)
- Nederland (3FM Mega Top 50)
- Nederland (Kink 40)
- Nederland (DVD Top 30)
- Vlaanderen (Radio 2 Top 30)
- Vlaanderen (Ultratop 50)
- Vlaanderen (Top 30 van Ultratop)
- Vlaanderen (De Afrekening)
- Wallonië
- Australië
- Canada
- Denemarken
- Duitsland
- Frankrijk
- Ierland
- Italië
- Luxemburg
- Nieuw-Zeeland
- Noorwegen
- Oostenrijk
- Spanje
- Verenigd Koninkrijk
- Verenigde Staten (Hot 100)
- Zweden
- Zwitserland